# Gertrud Bredel
Gertrud Bredel (* 19. Februar 1920; † 6. April 1999 in Bad Kreuznach) war eine deutsche Laienschauspielerin.
Bekanntheit erlangte sie durch ihre authentische Verkörperung der Rolle der Katharina Simon in der 1981/82 gedrehten ersten Staffel Heimat – Eine deutsche Chronik des Hunsrück-Epos Heimat von Edgar Reitz.